# Флаг Озёрского городского округа (Калининградская область)
Флаг муниципального образования «Озёрский городской округ» Калининградской области Российской Федерации — опознавательно-правовой знак, составленный и употребляемый в соответствии с вексиллологическими правилами, служащий символом муниципального образования, единства его территории, населения, прав и самоуправления.
Флаг утверждён 31 мая 2006 года решением Озёрского окружного Совета депутатов № 390 как флаг муниципального образования «Озёрский городской округ».
Законом Калининградской области от 30 июня 2008 года № 259 Озёрский городской округ преобразован в Озёрский муниципальный район (муниципальное образование «Озёрский район»).
Решением Озёрского районного совета депутатов от 29 октября 2010 года № 179 флаг был утверждён флагом муниципального образования «Озёрский район».
Законом Калининградской области от 10 июня 2014 года № 320 Озёрский муниципальный район вновь преобразован в Озёрский городской округ.
Решением Озёрского окружного Совета депутатов от 28 мая 2015 года № 46, данный флаг вновь был утверждён флагом муниципального образования «Озерский городской округ».

## Описание
«Прямоугольное полотнище с отношением ширины к длине 2:3, воспроизводящее композицию герба в синем, зелёном, чёрном, белом и жёлтом цветах».
Геральдическое описание герба гласит: «В лазоревом поле на зелёной земле три серебряные горы, соприкасающиеся склонами (средняя немного выше), сопровождённые вверху золотым солнцем (с изображением лица). Лазоревая пониженная оконечность окантована серебром. Поверх гор и земли — чёрный сидящий орёл с расправленными крыльями, золотыми клювом и лапами».

## Обоснование символики
Флаг, разработанный на основе герба, отражает своеобразие географического положения и уходящую в глубину веков историю города Озёрска.
Герб представляет собой переработанный в духе современной российской геральдики унаследованный городом Озёрском исторический герб Даркемена, известный с 1725 года.